# Felix von Heijden
Herman Carel Felix Clotilde von Heijden (Weerselo, 11 de abril de 1890 - 17 de novembro de 1982) foi um futebolista neerlandês, medalhista olímpico.
Felix von Heijden competiu nos Jogos Olímpicos de Verão de 1920 na Antuérpia. Ele ganhou a medalha de bronze.